# Dorotowo (gromada)
Dorotowo – dawna gromada, czyli najmniejsza jednostka podziału terytorialnego Polskiej Rzeczypospolitej Ludowej w latach 1954–1972.
Gromady, z gromadzkimi radami narodowymi (GRN) jako organami władzy najniższego stopnia na wsi, funkcjonowały od reformy reorganizującej administrację wiejską przeprowadzonej jesienią 1954 do momentu ich zniesienia z dniem 1 stycznia 1973, tym samym wypierając organizację gminną w latach 1954–1972.
Gromadę Dorotowo z siedzibą GRN w Dorotowie utworzono – jako jedną z 8759 gromad na obszarze Polski – w powiecie olsztyńskim w woj. olsztyńskim na mocy uchwały nr 21 WRN w Olsztynie z dnia 4 października 1954. W skład jednostki weszły obszary dotychczasowych gromad Dorotowo, Majdy i Gągławki ze zniesionej gminy Stawiguda oraz obszar dotychczasowej gromady Tomaszkowo ze zniesionej gminy Gietrzwałd w tymże powiecie. Dla gromady ustalono 11 członków gromadzkiej rady narodowej.
Gromadę zniesiono 1 stycznia 1960, a jej obszar włączono do gromad Stawiguda (wsie Dorotowo, Gągławki i Mojdy oraz leśniczówkę Grada) i Bartąg (wieś i PGR Tomaszkowo) w tymże powiecie.